# Miassichtchev M-4
Pour les articles homonymes, voir M4.
Le Miassichtchev M-4 (en russe Молот, molot (marteau)), « Type 37 » pour l'USAF/DoD et « Bison » pour l'OTAN, est un bombardier stratégique soviétique quadriréacteur conçu par le bureau d'études Miassichtchev de Vladimir Miassichtchev dans les années 1950. Le bureau d'études Miassichtchev a été créé pour construire un tel appareil.

## Conception

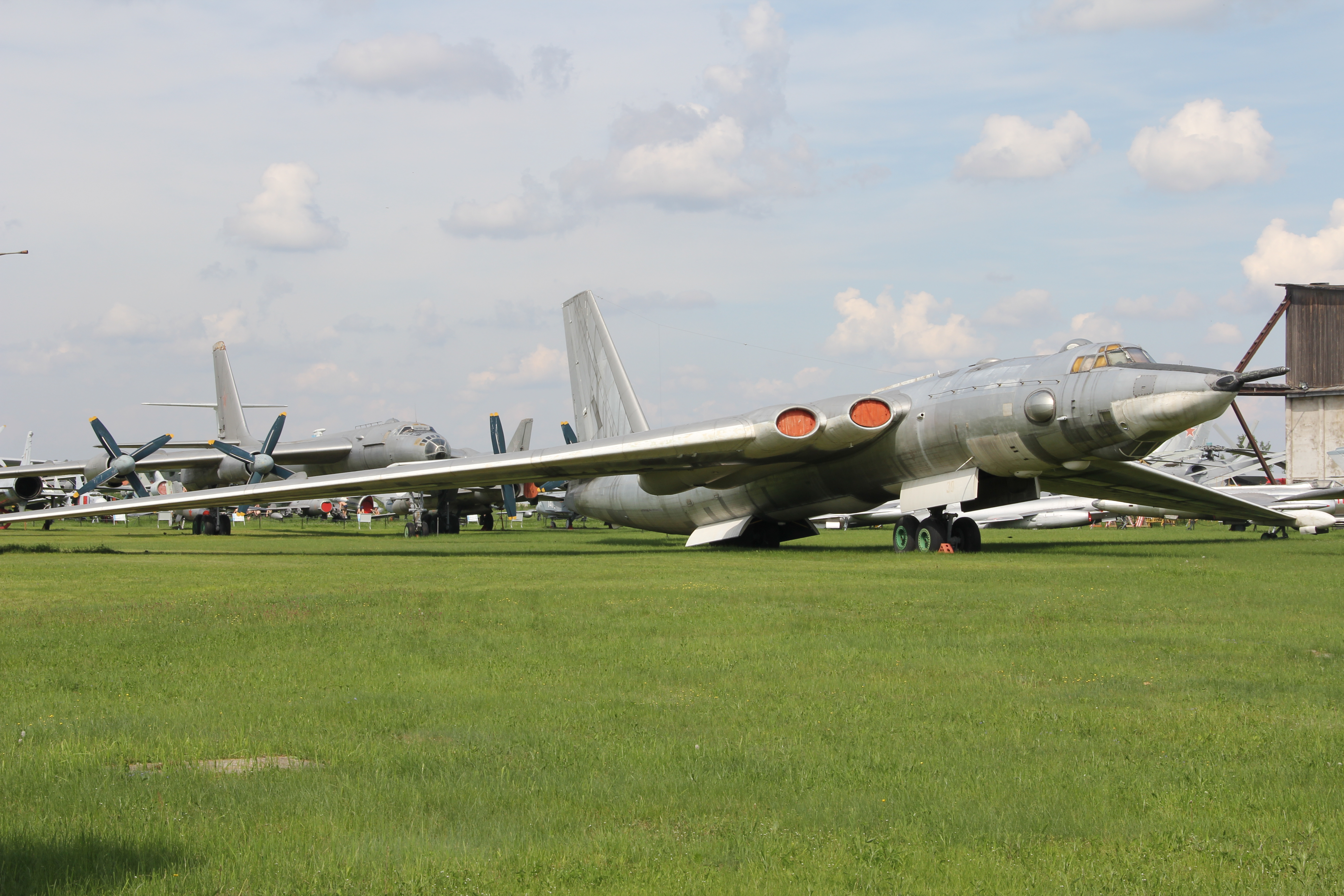
Un M-4 exposé au Musée central des forces aériennes de la fédération de Russie de Monino.

Le premier vol eut lieu peu de temps après celui du B-52 Stratofortress. Le M-4 a d'abord impressionné les responsables soviétiques, cependant, il est vite devenu évident que le bombardier avait une portée insuffisante pour attaquer les États-Unis et revenir en Union soviétique. Seuls quelques appareils de la production initiale du M-4 ont été effectivement mis en service.
Le M-4 a été présenté au public pour la première fois le premier mai 1954 sur la place Rouge à Moscou.

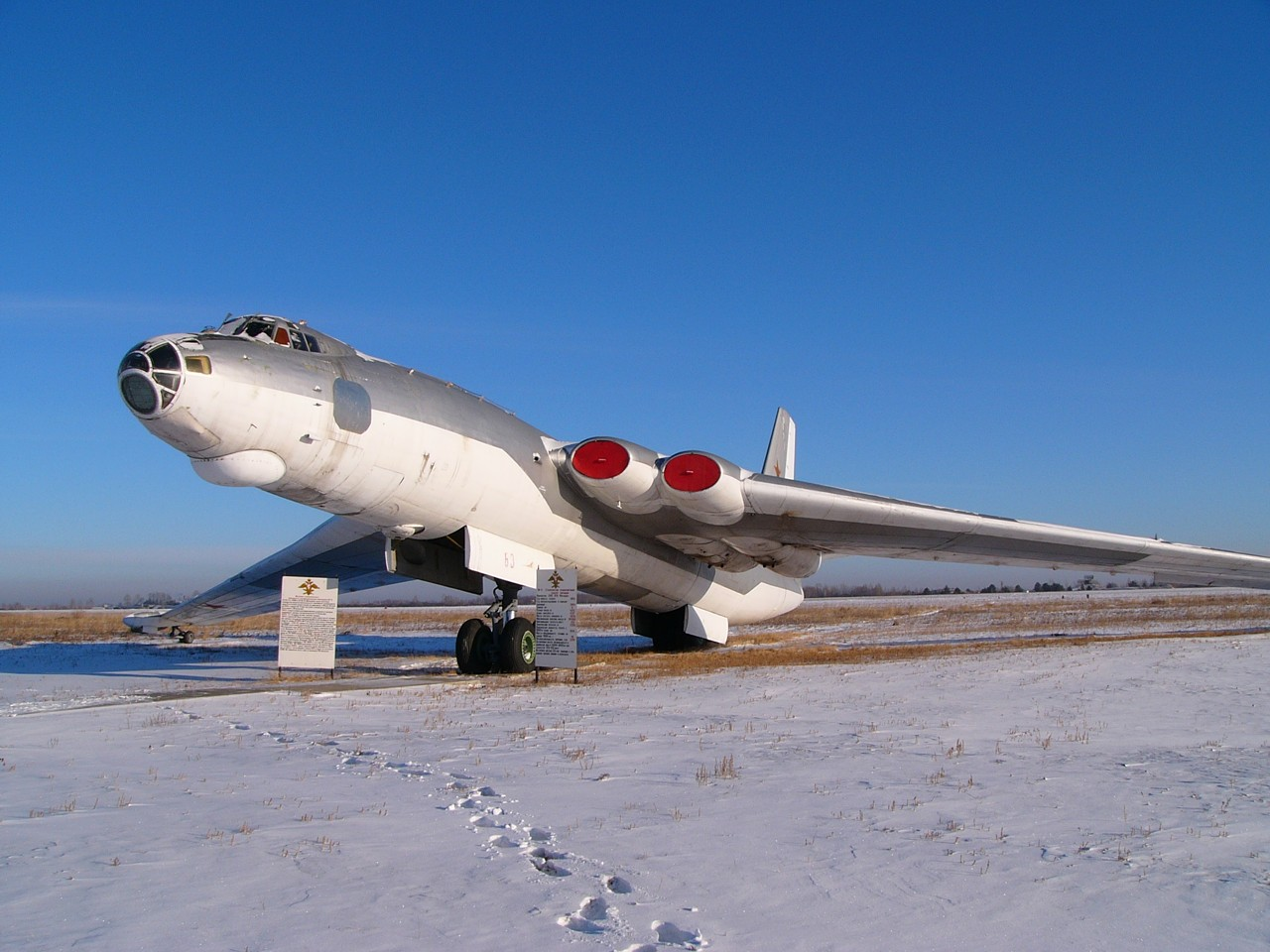
Vue avant de l'avion.

Pour remédier au problème, le bureau d'études Myasishchev a présenté le 3M, connu en Occident sous le nom « Bison-B », une version considérablement plus puissante que la précédente, dotée de moteurs Dobrynine VD-7.
Ce nouveau modèle effectue son premier vol en 1955. Entre autres choses, deux des cinq batteries d'armes à feu d'origine ont été enlevées pour alléger l'avion.
Cette fois, ce n'était pas l'Aviation à long rayon d'action de l'armée de l'air soviétique (VVS) qui voulait du 3M mais plutôt l'aviation navale (AV-MF). Bien qu'il ne pût toujours pas bombarder Washington DC, le 3M avait une portée suffisante pour satisfaire au besoin d'une gamme d'avions de reconnaissance maritime à long rayon d'action. En 1959, le 3M a pulvérisé de nombreux records du monde ; cependant, on considérait en Occident (et on continuera à penser de la sorte jusqu'en 1961) que le 3M était le M-4 d'origine, ce qui signifiait que les capacités du M-4 avaient été largement surestimées par les services de renseignements occidentaux.
Au début des années 1960, le « Bison-C » avec radar de recherche spécialisé a été mis en service. À ce moment-là, beaucoup des M-4 d'origine avaient été convertis en M-4-2-citerne pour le ravitaillement en vol. Plus tard, les 3M seront transformés de même en 3MS-2 et 3MN-2.
Les trois VM-T, avions gros porteurs transformés à partir des avions-citernes 3MN-2, capables d'emporter de grandes charges au-dessus du fuselage, ont deux grandes dérives / gouvernes de direction rectangulaires, implantées aux extrémités du plan horizontal de l'empennage, à la place de l'unique dérive d'origine, et ce pour améliorer le contrôle en raison de la turbulence provoquée par la nacelle de transport.

## Carrière opérationnelle

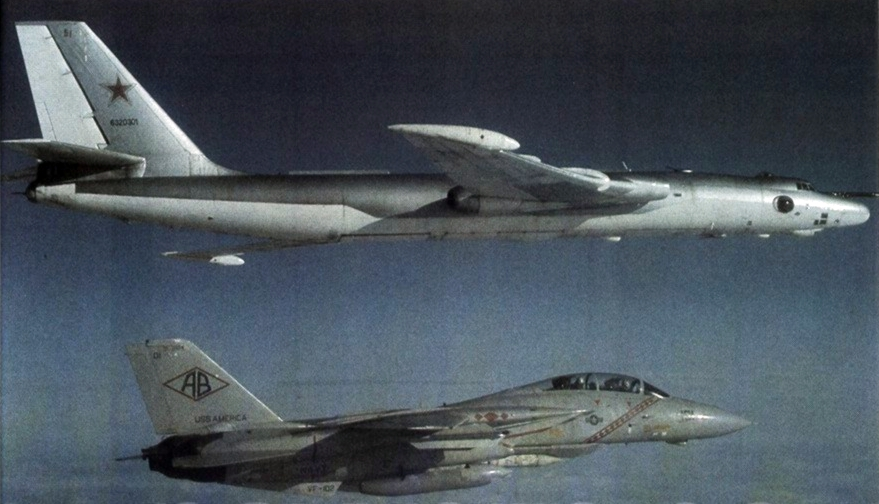
Un Grumman F-14A Tomcat de l'US Navy du Fighter Squadron VF-102 "Diamondbacks" interceptant un Myasishchev 3M Molot soviétique (s/n 6320301, code de rapport OTAN "Bison-B"). Le VF-102 a été affecté à la Carrier Air Wing 1 (CVW-1) à bord du porte-avions USS America (CV-66) pour un déploiement en mer Méditerranée et dans l'océan Indien du 8 décembre 1982 au 2 juin 1983.

Le M-4 a été exposé pour la première fois au public sur la Place Rouge, le 1er mai 1954. L'avion a surpris les États-Unis qui ne savaient pas que les Soviétiques avaient construit un bombardier stratégique à réaction à long rayon d'action. Cependant, il est vite devenu clair que le bombardier avait une portée insuffisante pour attaquer les États-Unis et retourner ensuite en Union soviétique. Seuls quelques-uns des M-4 d'origine ont été mis en service.
Pour remédier à ce problème, le bureau d'études Myasishchev a introduit le 3M, connu en Occident sous le nom de «Bison-B», qui était considérablement plus puissant que la version précédente. Ce nouveau modèle a volé pour la première fois en 1955. Entre autres choses, deux des cinq barbettes d'origine ont été retirées pour alléger l'avion.
Lors de d'une journée soviétique de l'aviation organisée en juillet 1955, des observateurs américains ont aperçu 28 Bisons en deux groupes lors d'un spectacle aérien soviétique. Le gouvernement américain pensait que le bombardier était en production de masse et la CIA estimait que 800 seraient disponibles pour 1960. En réalité, il s'agissait d'une opération de désinformation voulue par Khroutchev : le premier groupe de dix appareils a effectué un nouveau survol accompagné de huit autres supplémentaires.
L'armée de l'air soviétique (VVS) ne voulait pas le 3M qui était plutôt demandé par l'aviation navale (AV-MF). Bien qu'il ne puisse toujours pas bombarder Washington en Amérique du Nord, le 3M avait une portée suffisante pour répondre au besoin d'un avion de patrouille maritime à longue portée. En 1959, le 3M a battu de nombreux records du monde de levée de charge utile en altitude : 10 000 kg à 15 317 mètres et 55 220 kg à 2 000 mètres.
Cependant, l'Occident pensait (jusqu'en 1961) que le 3M n'était autre le M-4 original, impliquant que les capacités opérationnelles du M-4 étaient largement surestimées par les agences de renseignement occidentales.
Au début des années 1960, le «Bison-C», doté d'un radar de recherche spécialisé, a été introduit. À cette époque, bon nombre des M-4 d'origine avaient été convertis en ravitailleurs M-4-2 pour le ravitaillement en vol. Plus tard, les 3M ont également été convertis en ravitailleurs 3MS-2 et 3MN-2.
Ni le M-4, ni le 3M n'ont jamais été au combat et aucun n'a jamais été converti pour l'attaque à basse altitude, et aucun n'a jamais été exporté vers les pays alliés de l'Union soviétique.
La production de l'avion Bison s'est arrêtée en 1963, date à laquelle 93 exemplaires avaient été construits. Le dernier appareil sorti, un avion ravitailleur M-4-2, a été retiré du service en 1994.
Les trois avions de transport lourd VM-T ont été convertis à partir de ravitailleurs 3MN-2, capables de supporter de très grandes charges transportées dans une nacelle au-dessus du fuselage. Le seul aileron / gouvernail vertical a été remplacé par deux grands ailerons / gouvernails rectangulaires aux extrémités des stabilisateurs horizontaux pour améliorer le contrôle en raison des turbulences causées par la nacelle de transport (forme en goutte d'eau très renflée).
Avec le retrait des bombardiers et ravitailleurs, la grande majorité des cellules retirées ont été démantelées, conformément aux dispositions du traité de limitation des armements.

## Variantes

### Versions de production
- Izdeliye M – la désignation interne de la SDB, Projet 25, M-4[6].
- SDB (Strategicheskiy Dahl'niy Bombardirovshchik – bombardement stratégique à longue portée) – La désignation gouvernementale pour le programme M-4[6].
- [Tema Dvadtsat Pyat]  Etude 25 – La désignation des VVS pour le programme de bombardiers stratégiques[6].
- Myasishchev M-4 – La désignation utilisée pour la production. 35 exemplaires construits dont deux prototypes et une cellule de test statique. (OTAN Air Standards Co-ordinating Committee codename Bison-A)[6]
- Myasishchev M-4-2 (a.k.a. M-4-II[7]) – Avions de production convertis en ravitailleurs en vol. (OTAN Bison-A)[6]
- Myasishchev M-6 – La désignation de l'OKB utilisée pour les avions Myasishchev 3M remotorisés. (OTAN Bison-B)[6]
- Myasishchev 3M – Le M-4 amélioré avec des moteurs Dobrynin VD-7 produisant une poussée plus élevée et une meilleure consommation spécifique de carburant par rapport au moteur Mikulin AM-3A. Le premier prototype a été élaboré à partir d'un M-4 (OTAN Bison-B)[6]
- Myasishchev 3M-5 – Idem version 3 mais configuré comme plate-forme de lancement pour le missile air-sol KSR-5. Un exemplaire d'avion converti à partir d'un bombardier 3MN-1, mais aucune autre conversion n'a été effectuée en raison de la durée de vie restante limitée des cellules des avions candidats (OTAN Bison-B)[6]
- Myasishchev 3MD – Avions de production élaborés comme plate-forme de lancement de missiles de croisière air-sol P-6, KSR ou Kh-10, avec seulement neuf exemplaires construits en 1960 avant la fermeture de la chaîne de production et la dissolution de l'OKB Myasishchev. (OTAN Bison-C)[6]
- Myasishchev 3ME – Mise à niveau complète de l'avionique testée avec un seul exemplaire 3ME, converti à partir d'un exemplaire de production 3M. Nouveaux équipements de navigation et radar et un système de détection et d'extinction d'incendie entièrement revisité. Le prototype a été endommagé de façon irréparable lorsque celui-ci a été arraché de ses cales lors des essais au sol de poussée des moteurs (OTAN Bison-B)[6]
- Myasishchev 3MS-1 (S:Staryye [dvigateli]  – moteurs version initiale) –Nouveau bombardier à longue portée capable d'accueillir les moteurs VD-7 mais équipé de moteurs Mikulin RD-3M-500a, RD-3M ou AM-3A en raison d'un manque de disponibilité de VD-7. (OTAN Bison-B)[6]
- Myasishchev 3MS-2 (S:Staryye [dvigateli]  – moteurs version initiale) – Nouveaux avions ravitailleurs capables d'accueillir les moteurs VD-7 mais équipés de moteurs Mikulin RD-3M-500a, RD-3M ou AM-3A en raison d'un manque de VD-7. Au cours des années 1970 et 1980, la majorité des bombardiers 3MS survivants ont été convertis en ravitailleurs en vol 3MS-2. (OTAN Bison-B)[6]
- Myasishchev 3MN-1 (N:Novyye [dvigateli]  – nouveaux moteurs) – La version de production initiale du bombardier longue portée 3MN mais équipé de moteurs VD-7 déclassés, utilisés pour améliorer la fiabilité après les incidents constatés sur les pales du compresseur des moteurs initiaux. (OTAN Bison-B)[6]
- Myasishchev 3MN-2 (N:Novyye [dvigateli]  – new engines) – La version de production initiale du ravitailleur en vol 3MN avec des moteurs VD-7 déclassés pour améliorer la fiabilité après les incidents sur les pales du compresseur. (OTAN Bison-B)[6]
- Myasishchev 3MSR-1 (S:Staryye [dvigateli] Rahdioapparatoora – moteurs version initiale, avionique [mise à niveau]) – Nouveau bombardier à longue portée capable d'accueillir les moteurs VD-7 mais équipé de moteurs Mikulin RD-3M-500a, RD-3M ou AM-3A en raison d'un manque de disponibilité du VD-7, et équipé d'une avionique améliorée. (OTAN Bison-B)[6]
- Myasishchev 3MSN-1 (N:Novyye [dvigateli] Rahdioapparatoora – nouveaux moteurs, avionique [mise à niveau]) – Nouveaux bombardiers à longue portée capables d'accueillir les moteurs VD-7 mais équipés de moteurs Mikulin RD-3M-500a, RD-3M ou AM-3A en raison d'un manque de VD-7, équipés d'une avionique améliorée. (OTAN Bison-B)[6]
- [Tema Tridtsat Shestt]  Projet 36 – La désignation gouvernementale pour le M-4 remanié. (OTAN Bison-B)[6]
- VM-T (Vladimir Myasishchev-Trahnsportnyy) – Trois avions 3MN-2 convertis pour des vols cargos (charges surdimensionnées) équipés d'une grande nacelle de fret posée sur des entretoises au-dessus du fuselage et de grandes ailettes verticales, rectangulaires et supplémentaires fixées aux extrémités du gouvernail horizontal. Notamment utilisés pour le transport de la navette spatiale Buran et des éléments du lanceur spatial Energiya avant que l'avion cargo Antonov An-225 ne devienne disponible[6].

### Versions étudiées
- Myasishchev 3M-A (Ahtomnyy – atomique) – Un dérivé de reconnaissance à propulsion nucléaire utilisant un réacteur (installé dans la soute à bombes) assurant le transfert de chaleur vers les turbines à gaz implantées à la racine des ailes ; l'équipage est logé dans un cockpit blindé au plomb sans fenêtre[6].
- Myasishchev 3M-M (Morskoy – marine) – Une étude d'hydravion avec un fuselage à coque et des flotteurs sous les ailes[6].
- Myasishchev 3M-R (Razvedchik – reconnaissance) – Un avion de reconnaissance transportant des caméras de reconnaissance à grande vitesse[6].
- Myasishchev 3M-K (Kompleks – système d'armes) – Un projet de missile stratégique transportant des avions d'attaque transportant eux-mêmes le missile de croisière à longue portée Kh-20[6].
- Myasishchev 3MP – Le 3MP était un bombardier pouvant être converti très rapidement en tanker pour ravitailler tous les avions de l'AV-MF, basé sur le type 3MD, dont l'étude n'a pas été poursuivie en raison de l'arrêt de la production du 3MD et de la fermeture de l'OKB Myasishchev[6].
- Myasishchev 3M-T (Toplivozaprahvshchik – ravitailleur) – Le 3M-T était une tentative similaire d'élaboration d'une version transformable tanker/ porte-missile du 3MD, comme support du futur bombardier supersonique Myasishchev M-52, du Tu-95 et des bombardiers 3M restants. Aucun exemplaire n'a été produit avant la fermeture de l'OKB en septembre 1960[6].

## Opérateurs
Union soviétique
- Armée de l'air soviétique
  - Aviation à long rayon d'action
- Aéronautique navale soviétique

## Survivants
Avec le retrait des bombardiers et avions-citernes Miassichtchev la grande majorité des cellules ont été détruites selon les termes du traité de limitation des armements. On connaît quatre survivants :
- 3MD '30 Red' (s/n6302831) au musée central des forces aériennes de la fédération de Russie de Monino ;
- M-4 '60 Red' (c/n0301804) de la DA (aviation à long rayon d'action) au musée de la base aérienne de Diaguilevo, Riazan ;
- M-4 '63 Red' (c/n 5301518) à la base aérienne d'Oukraïnka, oblast de l'Amour ;
- 3MS-2 '14 Red' (c/n 7300805) à la base aérienne d'Engels-2.

### Développement lié
- Tupolev Tu-95 Bear

### Aéronefs comparables
- Tupolev Tu-95 Bear
- Handley Page Victor
- Boeing B-52 Stratofortress

### Variantes
- Miassichtchev VM-T